# 皮耶韦埃马努埃莱
皮耶韦埃马努埃莱（義大利語：Pieve Emanuele），是意大利米兰广域市的一个市镇。总面积13平方公里，人口15219人，人口密度1170.7人/平方公里（2009年）。国家统计（ISTAT）代码为015173。

## 友好城市
- 馬爾他阿塔爾德
- 羅馬尼亞濟姆尼恰